# Dante’s Cove
Dante’s Cove ist eine US-amerikanische schwul-lesbisch orientierte Fernsehserie auf dem Fernsehsender here!.
Der Erfinder der Serie ist Michael Costanza. Regie führte Sam Irvin. Die Serie vereint Elemente des Horrors und der klassischen Seifenoper, indem sie die Geschichte eines jungen, schwulen Paares – Kevin (gespielt von Gregory Michael) und Toby (gespielt von Charlie David) – erzählt, die zusammenleben möchten. Sie müssen jedoch dunklen mystischen Kräften widerstehen, die sie trennen wollen.
Die Fernsehserie wurde in drei Staffeln vom 7. Oktober 2005 bis zum 21. Dezember 2007 auf here! ausgestrahlt. In Deutschland, Österreich und der Schweiz wurde die Serie bislang nicht im Fernsehen ausgestrahlt, aber auf DVD in englischer Originalfassung mit Untertiteln veröffentlicht. Trotz Ankündigung einer vierten Staffel endete die Serie mit der dritten Staffel.

## Entstehung
Die erste Staffel wurde auf den Turks- und Caicosinseln, die zweite und dritte Staffel auf Hawaii gedreht.

## Liste der Episoden
| Nr. | Titel                               |
| --- | ----------------------------------- |
| 1.1 | „The Beginning“                     |
| 1.2 | „Then There Was Darkness“           |
| 2.1 | „Some Kind of Magic“                |
| 2.2 | „Playing with Fire“                 |
| 2.3 | „Come Together“                     |
| 2.4 | „Spring Forward“                    |
| 2.5 | „The Solstice“                      |
| 3.1 | „Sex and Death (And Rock and Roll)“ |
| 3.2 | „Blood Sugar Sex Magik“             |
| 3.3 | „Sexual Healing“                    |
| 3.4 | „Like a Virgin“                     |
| 3.5 | „Naked in the Dark“                 |